# Domaine congéable
 (octobre 2023).
Le domaine congéable ou convenant était un type de contrat entre propriétaire terrien et exploitant agricole, très fréquent en Basse-Bretagne, surtout en Cornouaille et au Trégor.

## Définition
Le bail à domaine congéable (ou bail à convenant) est une convention par laquelle le propriétaire d'un bien rural, généralement le seigneur, cède à un preneur, moyennant un fermage annuel, la jouissance de la tenure, y compris la propriété des « superficies », ce que le tenancier y plante (productions agricoles, arbres fruitiers, etc.) ou construit (maison, granges, bâtiments divers, fossés), le propriétaire se réservant toutefois les meilleurs arbres (bois d'œuvre), à la condition que lors du congédiement (départ du tenancier ou convenancier), le propriétaire bailleur en reprendra possession pleine et entière en échange du versement d'une indemnité.
- Le bailleur, appelé « foncier », possède le « fonds », c'est-à-dire les terres ainsi que les arbres des espèces nobles (chêne, orme, hêtre...), susceptibles de fournir du bois d'œuvre.
- Le fermier, appelé « domanier », mais aussi « colon » ou « convenancier », est propriétaire des édifices et superfices, appelés aussi « droits édificiers et réparatoires » : bâtiments (logements et locaux d'exploitation), fosses et talus, puits, haies, barrières, productions, ainsi que des arbres appartenant aux espèces non nobles.

Un bail (dit aussi "baillée") est signé pour une durée de 9 ans et donne lieu au versement d'une commission, équivalente en général à un an de fermage, mais le propriétaire peut en fait congédier son domanier selon son bon plaisir. Le domanier verse chaque année à la Saint-Michel une rente fixe dite « convenancière » au foncier. Le domanier doit payer en plus tous les ans des redevances en nature : le champart (généralement une gerbe sur 12 pour le seigneur sur les récoltes de seigle, froment, avoine, plus un mouton et quelques poulets (en plus de la dîme qui est due au clergé) et environ une semaine de battage gratuit pour la moisson des terres du propriétaire.
Lorsque le foncier veut congédier le domanier, il doit faire réaliser une estimation des édifices et superficies matérialisée par un acte de mesurage et prisage. La somme estimée doit alors être remboursée par le foncier au moment du congément (congédiement). En pratique, les changements de domaniers étaient rares ; ils étaient souvent la conséquence de la division du patrimoine entre plusieurs héritiers. Le domanier était généralement un paysan prospère, son patrimoine (la valeur des édifices) pouvant se monter à plusieurs milliers de livres (avant la Révolution française). Sa famille était souvent installée dans la même exploitation depuis de nombreuses générations. 
Il y avait différents usements, dont les principaux étaient ceux de Brouérec, de Cornouaille, du Poher, de Tréguier/Goëllo et de Rohan, qui entraînaient des différences locales dans le droit appliqué aux domaines congéables.
Le domanier pouvait affermer son exploitation ce qui était fréquemment pratiqué en cas d'indivision.
Jacques Bebin, régisseur du comte de Piré, a décrit ainsi le principe du bail du domaine congéable dans une lettre destinée aux descendants du prince d'Arenberg, en 1783, à propos de biens qu'ils possédaient dans la paroisse de Saint-Evarzec :

« Le titre de convenant ou domaine congéable est un contrat synallagmatique, c'est-à-dire obligatoire de part et d'autre par lequel le propriétaire d'un héritage, en retenant la propriété du fonds, transporte et aliène les édifices et superficies, c'est-à-dire les maisons, bâtiments de toute espèce et les fossés [en fait talus], soit en terre, soit en pierre, qui dès lors prennent le nom de droit réparatoire, moyennant une certaine redevance, avec faculté perpétuelle de congédier, c'est-à-dire d'expulser le preneur en lui remboursant ses améliorations. Celui-ci ne peut grever le fonds, c'est-à-dire bâtir sans permission du seigneur foncier (autrement dit du propriétaire) et détériorer sa foncialité. Toutes innovations, novalités sans consentement du propriétaire sont prohibées. C'est le motif pour lequel le colon est obligé dans ses lettres recognitoires ou déclarations de rapporter les dimensions jusqu'aux pieds et pouces, le nombre des pignons, longères, murs de refend, avec leur longueur, laise [largeur] et hauteur, les cheminées, portes, fenêtres, escaliers et les matériaux dont ils sont construits. (...) Ainsi [le propriétaire garde] la propriété des bois à merrain bois d'œuvre (...), des colombiers, des garennes, le droit d'expulser le colon, soit en vendant les superficies faute de paiement des redevances, l'assujettissement aux corvées et au fournissement de lettres recognitoires, tels sont les attributs naturels de la dominité convenancière, par la seule force de l'usement et sans stipulation dans les baux. »

## Historique

### Avant la révolution française
Le régime du domaine congéable a été sans doute mis en place vers la fin du Moyen Âge pour inciter les fermiers à défricher les terres et construire les bâtiments agricoles : les améliorations apportées par le fermier augmentaient d'autant l'indemnité versée en cas de congément. Au XVIIe siècle et surtout au XVIIIe siècle, les fonciers ont souvent introduit des clauses restreignant les améliorations que pouvaient apporter le domanier, pour ne pas avoir à verser une indemnité majorée. La flambée du prix des terres agricoles durant le XVIIIe siècle avait accru le nombre de congéments. Pour cette raison et parce que l'expulsion touchait des fermiers qui pouvaient considérer ces terres comme les leurs, ce type de contrat fut stigmatisé à la Révolution française comme un reliquat féodal. 

### Impact de la Révolution française
Le mouvement contre les domaines congéables, dont la suppression est demandée dans de nombreux cahiers de doléances, partit de « cette région forestière, encore aujourd'hui si difficile à atteindre, de Gurunhuel, Loc-Envel, Loguivy-Plougras, courbée plus que toute autre sous le joug des propriétaires nobles, dont l'absentéisme presque permanent  permettait à l'intendant de gérer les biens à peu près à leur guise » écrit L. Dubreuil en 1909.
Le système était très contesté et lors de la rédaction des cahiers de doléances, la plupart des paroisses en réclament la suppression, mais le système n'est pas aboli lors de la nuit du 4 août. Le domaine congéable ou bail à convenant fut en effet reconnu et admis par la loi du 6 août 1791. Le mécontentement est alors fort : Blanchard, procureur-syndic de Carhaix, écrit le 18 août 1792 que « si l'Assemblée nationale portait sur le champ le décret de l'abolition de ce droit odieux, elle trouverait, sans tarder, plus de 100 000 hommes prêts à marcher pour la défense de la patrie » ; mais le système n'est supprimé que le 26 août 1792. La loi du 27 août 1792 offrait la faculté aux preneurs (colons) de racheter les rentes convenancières, y compris avec des assignats. Cette loi déclarant dans son préambule que « la tenure connue sous les noms de convenant ou domaine congéable participe de la nature des fiefs et qu’il est instant de faire jouir le domanier de l’abolition du régime féodal ». À la suite, le décret du 17 juillet 1793 atteignit les rentes convenancières qui se trouvèrent supprimées sans indemnités. Cependant, ces lois furent abrogées par la loi du 9 brumaire an VI qui reconnaissait ainsi le caractère non féodal du bail à convenant, le preneur n’étant « qu’un fermier du fond ».

### Après la Révolution française
Selon l'Annuaire statistique du Département du Finistère pour l'an XII de la République, les deux-tiers des exploitations agricoles finistériennes étaient des domaines congéables à cette date.
Le bail à convenant fut encore pratiqué durant une grande partie du XIXe siècle. Le bail à domaine congéable existe toujours en droit français. En effet, le titre III du livre IV « des baux ruraux », du code rural, est intitulé « Du bail à domaine congéable ». Il comprend les articles L431-1 à L431-23 qui ont été créés par le décret no 83-212 du 16 mars 1983 portant révision du code rural en ce qui concerne les dispositions législatives relatives aux baux ruraux. Cependant la faculté de donner congé a été supprimée par la loi du 16 septembre 1947.
La pratique contractuelle du domaine congéable, pour l’exploitation du sol d’une grande partie de la Bretagne pendant plusieurs siècles, a rythmé la vie économique et sociale des campagnes. Dans l’esprit des gens, le domaine congéable a gardé une réputation de législation dure et contraignante pour la classe paysanne, devenue anachronique et entrave au progrès, le propriétaire foncier pouvant interdire au paysan colon des "novalités" [innovations] grevant le fonds, car le dit propriétaire aurait été obligé de les rembourser au paysan en cas de congédiement.
Les congédiements de colons entraînaient parfois des troubles, voire des soulèvements populaires, par exemple à Saint-Hernin en 1828 ou dans le village du Veniec en Crozon en 1840.

## La quévaise
La quévaise était un type particulier de bail à domaine congéable propre à certains domaines ecclésiastiques de la région des monts d'Arrée.

## Impact sur la toponymie
En Bretagne, particulièrement dans le Trégor, de nombreux lieux-dits se nomment Convenant X..., c'est la trace toponymique de l'existence d'anciens convenants.